# Noblesville
Noblesville è una città degli Stati Uniti d'America, capoluogo della Contea di Hamilton, nello Stato dell'Indiana.
La popolazione era di 28 590 abitanti nel censimento del 2000.

## Amministrazione

### Gemellaggi
Cittadella, dal 2005